# Bob Effros
Robert „Bob“ Effros (* 6. Dezember 1900 in London; † 1983 oder 1984 in New York City) war ein britisch-amerikanischer Jazztrompeter und Komponist.
Effros’ Familie wanderte in die Vereinigten Staaten aus, als Bob drei Jahre alt war. Er wuchs in Memphis, Tennessee auf und begann mit elf Jahren Trompete zu spielen. Seinen ersten professionellen Job als Musiker fand er auf einem Mississippi-Flussdampfer, wo er zunächst als Kornettist, dann als Trompeter arbeitete; sein musikalisches Vorbild war King Oliver. Zwischen 1917 und 1919 diente er als Musiker in der US-Armee; nach Kriegsende lebte er in Baltimore, wo er in der Bigband von Bea Palmer spielte. In den 1920er-Jahren war er Mitglied des Vincent Lopez Orchestra, für das er Erfolgstitel wie „Why the Twenties Roared“, „Tin Ear“, „Cornfed“ und „Why Don’t You Get Lost?“ schrieb. Als Songwriter arbeitete er außerdem für Fletcher Henderson, Red Nichols und Ben Selvin. Für Konzerttourneen mit Annette Hanshaw kehrte er nach England zurück; mit dem Vincent Lopez Orchestra tourte er häufig in Europa.
1929 entschied er sich eine Familie zu gründen und als Studiomusiker für Vitaphone zu arbeiten, u. a. für die Zeichentrickfilme der Max-Fleischer-Produktionen wie Betty Boop, Pop-Eye und Felix the Cat sowie für Harry Reser. Daneben spielte er am 27. August 1929 unter eigenem Namen seine Kompositionen „Tin Ear“ und „Sweet and Hot“ für Brunswick ein (#4620), im Duo mit den Pianisten Arthur Schutt bzw. Frank Signorelli. In den folgenden zehn Jahren war er an 125 Aufnahmesessions beteiligt, u. a. bei Jimmy & Tommy Dorsey, Xavier Cugat, Al Jolson, Joe Venuti, Joe Tarto, Jimmy Durante, Washboard Sam, W. C. Handy, Scrappy Lambert, Red Nichols und Fats Waller. Bob Effrow war bis in die 1940er-Jahre als Studiomusiker aktiv; er lebte zuletzt im New Yorker Stadtteil Queens, wo er im Alter von 83 Jahren starb.